# 나가미 하루카
나가미 하루카(永見 はるか, 1978년 2월 3일 ~ )는 일본의 여성 성우이다.

## 출연작품

### TV 애니메이션
2004년
- GIRLS브라보 first season (여자아이)

2005년
- 셔플! (네리네, 리코리스)

2007년
- 학원 유토피아 마나비 스트레이트! (학생)
- 스쿨데이즈(카토 오토메)
- SHUFFLE! Memories (네리네, 리코리스)

### OVA
2000년
- 트라이앵글 하트 ~Sweet Songs Forever~(아이린 노아)

2008년
- School Days ~매지컬 하트☆코코로~(가토 오토메)

### 게임
2000년
- 행살·신선조 (하라다 사노, 후루타카 도시코) : 綾瀬まゆ 명의

2001년
- Beside ~행복은 옆에~ (세츠하라 렌카) : 綾瀬まゆ 명의

2002년
- 나와, 우리들의 여름 (와타다 메구미) : 綾瀬まゆ 명의
- 미즈이로 DC·PS2판 (오노사키 유카리)
- 포포탄 PC판 (코코아) : 綾瀬まゆ 명의

2003년
- 서머 라딧슈 베케이션!! (이노우 요코) : 마츠나가 유키(松永雪希) 명의
- Maple Colors (타나카 카나타) : 마쓰나가 유키(松永雪希) 명의

2004년
- 셔플! (네리네) : 마쓰나가 유키(松永雪希) 명의
- 컬러풀 하트 ~12인의 큐루룽~(코시오 치하야) : 마츠나가 유키(松永雪希) 명의
- 능희 ~추잡하게 영향을 주는 복수의 윤무곡~ (리제) : 마츠나가 유키(松永雪希) 명의
- 유감 간호사 (사쿠라이 미키) : 마쓰나가 유키(松永 雪希) 명의
- 포포탄 PS2판 (코코아)
- 낙원 ~변함이 없을. 경우~ (미시바 카렌) : 綾瀬まゆ 명의
- 둥지짓는 드래곤 (쿠) : 하루노 사쓰키 (春野さつき) 명의
- 봄의 발소리 PC판 (시라하세) : 마쓰나가 유키(松永雪希) 명의

2005년
- 소녀는 언니를 사랑하고 있다 PC판 (가미오카 유카리, 카도쿠라 요코) : 마쓰나가 유키(松永雪希) 명의
- 파르페 ~쇼콜라 second brew~ (가토리 레아)
- 스쿨데이즈 PC판 (가토 오토메) : 마쓰나가 유키(松永雪希) 명의
- 캐러멜BOX 야루키바코 (카미오카 유카리,마유즈미 키라카)
- Tick! Tack! (네리네) : 마쓰나가 유키(松永雪希) 명의
- 댄싱 크레이지스 (하키자키 레이) : 마쓰나가 유키(松永雪希) 명의
- SHUFFLE! On the Stage (네리네)
- Nursery Rhyme -나서리☆라임- (도모에 유키나, 도모에 유리아) : 마쓰나가 유키(松永雪希) 명의
- 야도희참귀행 (가자모리 사쿠라코) : 마쓰나가 유키(松永雪希) 명의

2006년
- 벚꽃이 필무렵 (시라하세) : 마쓰나가 유키(松永雪希) 명의
- 봄의 발소리 PS2판 (시라하세)
- 섬머데이즈 (가토 오토메):마쓰나가 유키(松永雪希) 명의
- 브라반! -The bonds of melody- (이마미야 노리코) : 마츠나가 유키(松永雪希) 명의
- 종말소녀환상 앨리스 매틱 (히키타 시오리) : 마츠나가 유키(松永雪希) 명의
- なつぽち (사가라 미사키) : 마츠나가 유키(松永雪希) 명의
- 리얼리? 리얼리! (네리네) : 마쓰나가 유키(松永雪希) 명의
- 포세트 - Cafe au Le Ciel Bleu- (가토리 레아) : 마쓰나가 유키(松永雪希) 명의

2007년
- 마법전사 심포닉 나이츠 ~여신을 잇는 소녀들~ ((유리세 리리나(심포닉 릴리)) : 마쓰나가 유키(幸代彩里) 명의
- 왕적 (리디아) : 마쓰나가 유키(松永雪希) 명의
- 혁염의 인가노크 - what a beautiful people - (아그네스, 도로시 우드스톡, 르포) : 마쓰나가 유키(松永雪希) 명의
- 가장 끝자락의 이마 풀 보이스판 (아테미야 지도리) : 마쓰나가 유키(幸代彩里) 명의

2008년
- 스쿨데이즈 LXH PS2판 (카토 오토메)
- 오토메 크라이시스 (카토리 레아) : 마쓰나가 유키(幸代彩里) 명의
- こんぼく麻雀 ~こんな麻雀があったら僕はロン!~ (도로시 그리비스) : 마쓰나가 유키(幸代彩里) 명의
- 리아리아DS (네리네)

2009년
- WLO~세계연애기구~ (사라사 크레인 페미르나) : 마츠나카 유키(松永雪希) 명의
- SHUFFLE! Essence+ (네리네) : 마쓰나가 유키(松永雪希) 명의